# Dudžail
Dudžail  33°51′N, 44°14′E, arabsko: الدجيل; alternativno črkovanje: Ad Dujayl je majhno šiitsko mesto v severnem Iraku. Ima okrog 10.000 prebivalcev. 
Dudžail je bil prizorišče neuspešnega poskusa atentata na nekdanjega iraškega predsednika Sadama Huseina 8. junija 1982. Za kazen je Husein ukazal povračilni napad, v katerem je bilo ubitih 150 ljudi, ostale prebivalce pa so poslali v puščavska taborišča.